# Каста
Ка́ста (через нем. Kaste или фр. caste от порт. casta — «происхождение», изначально «чистая порода») — общее название социальных групп, на которые исторически разделяли индийское общество. Касты характеризуют эндогамией, наследственным закреплением и ограничениями по выбору профессии.

## Термин
Изначально термин «каста» (casta) в испанском и португальском языках означал «происхождение по рождению», «порода», «сорт» и используют в этом значении до сих пор, например в отношении сортов винограда. В испанском языке применяли к сословно-расовым группам в испанских колониях в Америке. В португальском языке после открытия морского пути в Индию в 1498 году был применён для сословного деления в Индии и с тех пор распространили в других языках, в основном, по отношению к индийским варнам и джати. Существует принципиальная разница между латиноамериканскими кастами и индийскими варнами; между первыми, по крайней мере формально, допускалось смешивание любого рода, как правило, приводящее к перемещению потомства в другую касту; кроме того, латиноамериканские касты основывали, в первую очередь, на визуальных различиях. Смешение же между индийскими варнами в большинстве случаев было недопустимым, между джати (подразделами варн) было резко ограничено.

## Варны и джати
Из самых ранних произведений санскритской литературы известно, что говорившие на арийских наречиях народы в период первоначального заселения Индии (приблизительно с 1500 по 1200 год до н. э.) уже делились на четыре главных сословия, позже названные «варнами» (с санскр. — «цвет»): брахманов (священнослужителей, духовных наставников, жрецов), кшатриев (воинов, раджей, царей, правителей — в отличие от брахманов, могли их замещать, но брахманы, никогда не могли стать кшатри, за это назначалось наказание по Законам Ману), вайшьев (торговцев, скотоводов и земледельцев) и шудр (слуг и разнорабочих).
В период раннего Средневековья варны хотя и сохраняются, но распадаются на многочисленные касты (джати), ещё более жёстко закреплявшие сословную принадлежность.
Индусы верят в перевоплощение и считают, что тот, кто соблюдает правила своей касты, в будущей жизни поднимется по рождению в более высокую касту, тот же, кто нарушает эти правила, потеряет социальный статус.
Во времена возвышения индуизма, последовавшего за упадком буддизма, из простой, незамысловатой системы четырёх варн выросла сложнейшая многослойная система джати, выстроившая строгий порядок чередования и соотношения разных социальных групп. Каждая варна обозначила в ходе этого процесса рамки для множества самостоятельных эндогамных каст (джати). Ни мусульманское нашествие, закончившееся формированием империи Моголов, ни установление британского господства не поколебали фундаментальных основ кастовой организации общества.
Джати (группа происхождения) связана с наследственной профессиональной деятельностью. Варна (группа врождённого «цвета») определяет положение джати в религиозно-ритуальной иерархии. Каждая из четырёх варн включает в свою структуру множество джати. Джати, стоящие вне системы варн, — неприкасаемые.
Если варны у индуса может и не быть, то джати есть всегда. Обладая политическим равенством в Индии, члены разных джати имеют разный допуск к традиционным религиозным практикам. Запрещая официальное употребление категории «неприкасаемый» и приравняв термин «община» к «джати», правительство Индии создаёт благоприятные условия для санскритизации: создания неприкасаемыми мифологии о происхождении своих джати из групп, обладающих варной, и принятием на себя ритуальных правил более высоких джати — что даёт шанс постепенного изменения статуса джати. За жизнь одного-двух поколений неприкасаемая джати может оказаться включённой в число шудр или даже «дваждырождённых».
В колониальный период некоторые неприкасаемые касты исповедовали вайшнавизм. Гаудиа вайшнавы из высокой касты не контактировали с ними.
Кастовые различия проявляются, в том числе, в еде: многие брахманы придерживаются вегетарианской или веганской диеты, так как мясо, чеснок и молочные продукты считаются «низкой» пищей. Также брахманам может быть запрещено есть блюда, приготовленные людьми более низких варн, однако они могут принимать свежие ингредиенты для самостоятельного приготовления пищи, а также священные гхи и молоко. Следствием этих ограничений является предпочтение брахминов-поваров в храмах и ресторанах. Большинство населении Индии не употребляет говядину или ест её очень мало, однако это не распространяется на далитов, которые проводят фестивали поедания говядины в качестве политического жеста.

## Борьба за равноправие каст
С конца XIX века на юге Индии возникли антибрахманские движения. Дзотиба Пхуле (1827—1890) из шудрянской касты садовников-мали в Бомбейском президентстве выступил против брахманской культуры, призывая к созданию «общенародной культуры» и универсальной для всех индийцев религии. Он выступал за свободное общение между представителями всех каст и религиозных общин, равноправие для всех каст, а также женщин. Лидер небрахманских каст в Мадрасском президентстве Е. В. Рамасами Наикер (1879—1973), известный больше как Перияр (Великий) критиковал «арийских брахманов» как пришельцев с Севера и как врагов дравидов. В 1920-е годы он возглавил «Движение самоуважения», которое ставило своей задачей проведение социальных реформ в интересах широких масс, выступал против концепции неполноценности низших каст и превосходства высших.
Под давлением таких движений британская колониальная администрация ввела систему квотирования мест на гражданской службе для небрахманов и неприкасаемых на территории нынешних штатов Андхра-Прадеш, Карнатака, Керала, Тамилнаду и Махараштра.
На севере Индии высшие касты, к которым, кроме брахманов, относились раджпуты, каястха и бхумихары, были более многочисленными, чем на юге, и среди них было значительно больше крупных землевладельцев. Низшие «чистые» касты на Севере были крестьянами, которые обрабатывали землю помещиков из высших каст. В 1934 году крестьянские касты курми, ядавы и коери объединились в организацию «Тривени сангх» (Союз трёх) и стали усваивать обычаи и ритуалы более высоких каст. В ходе аграрных реформ 1950-60-х годов в независимой Индии многие представители крестьянских каст стали собственниками земли и начали самоутверждаться в социальной и политической жизни.

## Касты в современной Индии
Индийским кастам буквально нет числа. Поскольку каждая имеющая наименование каста делится на множество подкаст, невозможно даже приблизительно подсчитать число социальных единиц, обладающих минимально необходимыми признаками джати. К 1990 году в Индии было зарегистрировано 4635 джати.
Широко распространено мнение, что в современном индийском государстве касты утратили своё прежнее значение. Однако развитие событий показало, что это далеко не так. Позиция[уточнить], занятая ИНК и правительством Индии после смерти Махатмы Ганди, отличается противоречивостью. Более того, всеобщее избирательное право и потребность политических деятелей в поддержке электората придали новую значимость корпоративному духу и внутренней сплочённости каст.
Тем не менее, несмотря на то, что касты в Индии существовали в течение более чем двух тысячелетий, их влияние и значимость в обществе (особенно в городах) постепенно утрачивается. В больших городах касты особенно быстро утрачивают своё значение среди либеральной интеллигенции, а также в бизнес-сообществе.
Конституция Индии 1950 года признала равноправие каст и юридическое полноправие неприкасаемых (части 3, 4, 4-А). Конституционная Таблица Каст — Constitution (Scheduled Caste) Order, 1950 — часть Конституции Индии. Индийский гражданин имеет право получить кастовый сертификат как доказательство принадлежности к касте, входящей в таблицу. При этом Конституция Республики Индия от 1950 г. запрещает употреблять понятие «неприкасаемые» (outcaste, букв. «внекастовые») и определяет дискриминацию по признаку неприкасаемости (но не по признаку касты вообще) как уголовно наказуемое (Ст. 17). Государственные органы не имеют права интересоваться кастовой принадлежностью человека, вместо понятия каста (джати) в документах употребляется термин «община» (community). Кастовая иерархия сохраняется только в сфере ритуала и частной жизни, регламентируя бытовые и религиозные отношения индусов. Юридически, в гражданском отношении, все индийские касты равны. В 1997 году Президентом Индии был избран Кочерил Раман Нараянан, происходящий из касты неприкасаемых. Основным автором проекта Конституции Индии и её первым министром юстиции был Бхимрао Рамджи Амбедкар, тоже происходивший из касты неприкасаемых.
Антрополог Е. Н. Успенская в статье «К вопросу о природе индийской касты» пишет: «Иерархия каст включает ритуально чистые „дваждырождённые“, то есть прошедшие инициацию касты брахманов, кшатриев (раджпут, наяр и др.) и вайшья (торговые бания, четти и др.), а также многочисленные и разные „чистые“ касты уровня шудра (земледельцы джат, коли; пастухи ахир, гоала; ювелиры сонар, кузнецы лохар, плотники бархаи и др.), к которым примыкают низшие „зарегистрированные“, или „неприкасаемые“ касты (кожевники чамар, уборщики бханги и др.). Эти последние занимают в кастовом обществе особое положение. С точки зрения дхармашастр, они не входят в кастовое общество и остаются на положении внекастовых „пятых“ (интересно, что по численности они составляют около 1/5 населения страны). Правила жизни кастового общества на „неприкасаемых“ не распространяются, но без них оно практически не может существовать. „Пятые“ формируют собственную иерархическую статусную подсистему».
Если приём в джати (наследственные профессиональные касты «происхождения»), занимающие своё место во внутренней структуре варн (четырёх наследственных каст «цвета») для посторонних исключён, то приём в неприкасаемые джати (в касты, стоящие вне системы варн) — возможен. У неприкасаемых существуют специальные ритуалы принятия в джати.
Исследователь Андре Паду в статье «Тантрический гуру» констатирует, что индуистский тантрический гуру, согласно традиции, обычно должен быть брахманской варны, происходить из хорошей семьи, как правило гуру должен быть мужчиной, женатым, знать шастры и быть способным обучать им, и так далее. Индуистский гуру Парамахамса Праджнянананда в комментарии к Джняна Санкалини Тантре утверждает: «В священных писаниях говорится, что компетентный гуру должен быть человеком чистого происхождения, происходить из брахманской семьи».
В 1978 году была создана Комиссия по «отсталым классам» под председательством члена парламента Б. П. Мандала, которая должна была изучить социально-культурное положение зарегистрированных каст, зарегистрированных племен и «прочих отсталых классов», и предложить парламенту рекомендации относительно их представительства в государственных учреждениях и высших учебных заведениях. Эта комиссия в своём отчёте в 1980 году указала, что в государственных учреждениях более 68,8 % рабочих мест были заняты представителями высших каст, насчитывающих всего 17,8 % населения страны. «Прочие отсталые классы» составляя 52 % населения, занимали 12,5 % мест. Что же касалось зарегистрированных каст и племен, чья доля в населении была равна 22,5 %, то они занимали 18,7 % рабочих мест.
Вопрос о квотировании должностей для «прочих отсталых классов» стал одним из ключевых в общественно-политической жизни Индии 1980—1990-х годов. Доля депутатов законодательных органов из «отсталых классов» в Северной Индии выросла с 11 % в 1984 году до 25 % в 1996 году, в то время как этот показатель для высших каст снизился с 47 % до 35 %. В этот период в Бихаре и Уттар-Прадеше к власти пришли правительства, возглавляемые представителями «прочих отсталых классов», такими как Лалу Прасад Ядав в Бихаре, Маявати и Мулаям Сингх Ядав в Уттар-Прадеше.
В результате усиления «прочих отсталых классов» традиционные позиции брахманов были подорваны. Брахманов теперь можно встретить на низкооплачиваемых и непрестижных работах. Многие брахманы переселились с юга на север страны. Немногие оставшиеся в сельской местности брахманы по своему экономическому положению во многом сравнялись с «прочими отсталыми классами».
Однако индийское общество продолжает страдать от кастового разделения, что продемонстрировала кастовая перепись населения Индии в 2011 году, проведенная впервые за 80 лет с момента последней такой переписи в 1931 году. По данным этой переписи, «прочие отсталые классы» составили 41,1 % всего населения Индии, что ниже 52 %, указанных в отчёте Комиссии Мандала 1980 года.
Брахманы составляют всего 5% населения Индии.

## Санскритизация: вертикальная мобильность каст
Если теоретически статус касты фиксирован и повышаться не может, на практике существует возможность постепенного пересмотра иерархического статуса касты. Индийский этнолог Майсор Шринивас назвал такой процесс «санскритизацией». Ключевую роль играет создание мифологии о более высоком происхождении и усвоение правил ритуальной чистоты более высоких каст.
Санскритизация является способом включения в традиционный индуизм стоящих вне системы варн иноплеменников (млеччх, ауткастов). Майсор Шринивас писал: «Санскритизация относится не только к индуистским кастам, но случается среди племенных и полуплеменных групп, таких как бхилы (Bhīl) Западной Индии, гонды (Gond) и ораоны (Orāon) Центральной Индии и пахари (Pahārī) Гималаев. Это обычно приводит к тому, что племя, проходящее санскритизацию, претендует быть кастой и таким образом стать индуистами (Hindu). В традиционной системе единственный способ стать индуистом — принадлежать к касте».
Субъектом санскритизации выступает не отдельный человек и даже не семья — а только этническая группа, обладающая собственным культом, который и включается в орбиту традиционного индуизма. Представитель жреческой касты, оказавшись в окружении иноплеменников (млеччх), узнаёт в образах их религии собственных божеств, потом трактует генеалогию правителей в пользу происхождения от индуистской касты — и адаптирует местный культ к индуистскому ритуалу.
Согласно исследованию С. Л. Шривастава, проведённому в деревне Асалпур штата Раджастхан, в неприкасаемые попали натхи и дхоби: «В числе „неприкасаемых“ отмечены балаи (Balāī), чамары (Chamār), прачки дхоби (Dhobī), „секта“-каста натх (Nāt/Nāth) и уборщики бханги (Bhangī)». Согласно исследованию К. Матхура, проведённому в деревне Потлод области Мальва того же штата Раджастхан, санскритизированные натхи уже «занимают место между „дваждырождёнными“ и шудрами, лишь несколько выше последних, потому что занимаются религией»; а «их образ жизни довольно хорошо санскритизирован, они следуют правилам ритуальной чистоты». Санскритизация позволила и касте прачек дхоби повысить свой статус в Потлод с неприкасаемого до шудр.
Вне системы варн оказываются этнические не-индусы: в частности, тибетские буддисты и мусульмане. В отшельническом ордене Натха — Йоги — отшельники индусского происхождения отказываются принимать пищу совместно с отшельниками, не имеющими варны. Санньяса исключает духовного практика из наследственной профессиональной группы (джати), но не лишает его варны, если он изначально варной обладал: правила ритуальной чистоты при приёме пищи продолжают в отшельничестве соблюдаться.

## Сохранение кастовой системы в других религиях Индии
Социальная инерция привела к тому, что расслоение на касты существует у индийских христиан и мусульман, хотя и является аномалией с точки зрения Библии и Корана. Христианские и мусульманские касты имеют ряд отличий от классической индийской системы, в них даже имеется некоторая социальная мобильность, то есть возможность перейти из одной касты в другую. В буддизме касты не существуют (поэтому индийские «неприкасаемые» особенно охотно обращаются в буддизм), однако пережитком индийских традиций можно считать то, что в буддийском обществе имеет большое значение социальная идентификация собеседника. Кроме того, хотя сами буддисты не признают каст, однако носители других религий Индии зачастую легко могут определить, из какой касты происходит их собеседник-буддист, и соответственно к нему относиться. Индийское законодательство предусматривает ряд социальных гарантий для «ущемлённых каст» среди сикхов, мусульман и буддистов, однако не предусматривает таких гарантий для христиан — представителей тех же каст.
При Великих Моголах территория Индостана контролировалась правителями, принадлежавшими к мусульманской религии, и они всячески поощряли обращение населения в ислам (см. Исламский период в истории Индии). Тем не менее, они не могли сразу изменить традиционный уклад жизни, поэтому местный ислам впитал в себя в изменённом виде многие традиции индуизма, в том числе и несколько изменённую кастовую систему. Самый высокий статус имеют «ашраф» — те, кто ведёт свой род от арабов, в то время как «аджлаф» — потомки обратившихся в ислам индусов — имеют более низкий статус.
Помимо деления на «ашраф» и «аджлаф», при котором ашрафы претендуют на более высокий статус, исходя из своего иностранного (арабского или тюркского) происхождения, среди «аджлафов» существует более подробное деление на профессиональные касты. Помимо «ашраф» и «аджлаф», среди местных мусульман существует также каста «арзал», которую противники кастового деления (например, Амбедкар) считали аналогом индийских «неприкасаемых». Термин «арзал» обозначает «падший», и данная низшая каста, в свою очередь, подразделяется на подкасты (Бханар, Халалькхор, Хиджра, Касби, Лальбеги, Маугта, Мехтар и др.). Группа «арзал» была выделена при переписи 1901 г. в Британской Индии как те, «с которыми прочие мусульмане не хотят иметь ничего общего, и которым запрещено входить в мечеть или использовать общественные кладбища». На них возложены такие ритуально нечистые профессии, как уборка трупов и ассенизация.
Исследования бенгальских мусульман в Индии показывают, что понятия «чистоты» имеют хождение в межгрупповых отношениях, и относятся именно к социальной группе человека, а не к его финансовому состоянию. Среди низких по статусу мусульманских общин известны: ансари, кунджра, чурихара, дхоби и халалкхор. Среди высших исламских каст известны: сайед, шейх, патан, хан и маллик. Данное кастовое расслоение коррелирует с данными, полученными генетиками.
Социальное расслоение в регионе Сват Северного Пакистана в значительной мере напоминает кастовую систему в Индии. Местное общество жёстко разделено на подгруппы, где каждый квом (местная каста) привязана к определённой профессии. Представителям различных квомов запрещено вступать в смешанные браки или жить в одной и той же общине. В данном регионе расслоение происходит по признаку «ритуальной чистоты», низший статус имеют квомы, связанные с ассенизацией.
Многие специалисты по исламскому праву (фикху) рассматривают кастовую систему мусульман Южной Азии как вызывающее нарушение духа и буквы Корана. Несмотря на это, некоторые мусульманские богословы попытались примирить разногласие между эгалитаризмом Корана и кастовым расслоением, характерным для Индии и сопредельных стран, которое отразилось в мусульманской кастовой системе, путём теоретических рассуждений и попыток интерпретаций Корана и шариата.
Около 60-80 % христиан Индии принадлежат к касте «далитов» (неприкасаемых) или к другим низким кастам. Некоторые этнические группы, не являющиеся христианами (например, маратхи), включаются христианами в христианскую касту «чаддхо».
Антропологи отмечают, что кастовая система в штате Керала намного более поляризована, чем среди индусов в близлежащих землях, поскольку индийские варны делятся на множество мелких «джати», а христиане Индии — на небольшое количество социальных групп. Статус сохраняется, даже если человек переходит из одного течения христианства в другое (например, из восточнокатолической церкви в древневосточную). Исследователи отмечали у христиан штата Тамил-Наду стирание различий между аналогами индийских джати и как следствие — ещё более жёсткое расслоение между аналогами варн. Католики из каст редди (англ. Reddy) и камма (англ. Kamma (caste)) в штате Андхра-Прадеш предпочитают вступать в брак с индусами, чем с христианами — представителями низших каст.
Многие далиты-католики открыто выступали против дискриминации со стороны местной католической церкви. Далитский активист, известный под журналистским псевдонимом Бама Фаустина, написал ряд книг о дискриминации в их отношении со стороны священников и монахинь в церквях Южной Индии. Папа римский Иоанн Павел II также выступал с критикой кастовой дискриминации в Римско-католической церкви Индии в своём обращении к епископам городов Мадрас, Майлапур, Мадурай, Каддалор и Пудучерри в конце 2003 года.

## Касты в современном Непале
Непальская кастовая система развивалась параллельно с индийской. Особенно возросло индийское влияние в Непале во время династии Гупта (320−500); Непал тогда имел статус «соседского королевства», однако подчинённого Самудрагупта.
Позднее, с X века, многие индуисты (а также многочисленные брахманы) переселялись из Индии в Непал, преимущественно спасаясь от арабского вторжения и внедрения ислама, особенно из северо-восточной Индии. При этом беженцы стремились сохранить исходную культуру и ритуалы.
Чтобы понять непальские кастовые отношения, рассмотрим схематически различные кастовые системы.
Классическая индуистская модель кастовой иерархии
Непальская кастовая система с точки зрения бахунов и чхетри
Каста неприкасаемых составляет в Непале около 7 процентов населения.
Кастовая система с точки зрения невари
Исповедующие индуизм невари, заселяющие исключительно долину Катманду, используют следующую кастовую систему, частично перенятую от неваров-буддистов. Однако кастовая система в общинах Невари не имеет такого значения, как у других народов.
На диаграмме вверху показаны касты по представлениям невари-индуистов, а внизу — невари-буддистов.
Мнение большинства по поводу кастовой системы
Большинство, в которое входят либеральные бахуны и чхетри и народы без собственных кастовых систем, рассматривают следующую иерархию, значимую для религиозного ритуала:
На практике случается, что принадлежность к кастам связывают с материальным благополучием, то есть бедных причисляют к неприкасаемым, а богатых — к высшим кастам. Это приводит к тому, что иностранцы европейского происхождения, которые не индуисты, и должны поэтому причисляться к неприкасаемым, причисляются к высшим кастам, однако, когда речь идёт об отношениях, связанных с ритуальными действиями, с ними обходятся как с неприкасаемыми. В частности, речь идёт о ритуалах, связанных с водой и приготовлением риса.